# Druhá vláda Władysława Grabského
Druhá vláda Władysława Grabského  byla dvanáctou vládou Druhé Polské republiky pod vedením Władysława Grabského. Kabinet byl jmenován 19. prosince 1923 prezidentem Stanisławem Wojciechowským po demisi předchozí Witosovy vlády. Kabinet podal demisi 13. listopadu 1925.
V kabinetu na počátku nezasedal žádný z ministrů předchozí vlády a skládal se z osob, které nepůsobily v čele jednotlivých politických stran.

## Složení vlády
| Portfej                                    | Ministr / člen vlády              | Strana         | Nástup do úřadu    | Odchod z úřadu     |
| ------------------------------------------ | --------------------------------- | -------------- | ------------------ | ------------------ |
| Předseda vlády                             | Władysław Grabski                 | ZLN            | 19. prosince 1923  | 13. listopadu 1925 |
| Místopředseda vlády                        | Stanisław Thugutt                 | PSL Wyzwolenie | 17. listopadu 1924 | 29. května 1925    |
| Ministr vnitra                             | Władysław Sołtan                  | nestraník      | 19. prosince 1923  | 21. března 1924    |
| Ministr vnitra                             | Zygmunt Hübner                    | nestraník      | 21. března 1924    | 17. listopadu 1924 |
| Ministr vnitra                             | Cyryl Ratajski                    | nestraník      | 17. listopadu 1924 | 14. června 1925    |
| Ministr vnitra                             | Władysław Raczkiewicz             | nestraník      | 14. června 1925    | 13. listopadu 1925 |
| Ministr zahraničí                          | Karol Bertoni (úřadující)         | nestraník      | 19. prosince 1923  | 19. ledna 1924     |
| Ministr zahraničí                          | Maurycy Zamoyski                  | ZLN            | 19. ledna 1924     | 27. července 1924  |
| Ministr zahraničí                          | Aleksander Skrzyński              | SPN            | 27. července 1924  | 14. června 1925    |
| Ministr vojenství                          | Kazimierz Sosnkowski              | nestraník      | 19. prosince 1923  | 17. února 1924     |
| Ministr vojenství                          | Władysław Sikorski                | nestraník      | 17. února 1924     | 13. listopadu 1925 |
| Ministr spravedlnosti                      | Włodzimierz Wyganowski            | ZLN            | 19. prosince 1923  | 17. listopadu 1924 |
| Ministr spravedlnosti                      | Antoni Żychliński                 | nestraník      | 17. listopadu 1924 | 13. listopadu 1925 |
| Ministr zemědělských reforem               | Zdzisław Ludkiewicz               | nestraník      | 19. prosince 1923  | 3. června 1924     |
| Ministr zemědělských reforem               | Stanisław Janicki                 | nestraník      | 3. června 1924     | 22. července 1924  |
| Ministr zemědělských reforem               | Wiesław Kopczyński                | nestraník      | 22. července 1924  | 25. dubna 1925     |
| Ministr zemědělských reforem               | Józef Radwan                      | nestraník      | 25. dubna 1925     | 13. listopadu 1925 |
| Ministr náboženství a veřejného vzdělávání | Bolesław Miklaszewski             | nestraník      | 19. prosince 1923  | 11. prosince 1924  |
| Ministr náboženství a veřejného vzdělávání | Jan Zawidzki (úřadující)          | nestraník      | 11. prosince 1924  | 25. března 1925    |
| Ministr náboženství a veřejného vzdělávání | Stanisław Grabski                 | ZLN            | 25. března 1925    | 13. listopadu 1925 |
| Ministr státního pokladu                   | Władysław Grabski                 | ZLN            | 19. prosince 1923  | 13. listopadu 1925 |
| Ministr státního pokladu                   | Czesław Klarner (úřadující)       | nestraník      | 13. listopadu 1925 | 13. listopadu 1925 |
| Ministr práce a sociální péče              | Ludwik Darowski                   | nestraník      | 19. prosince 1923  | 19. ledna 1924     |
| Ministr práce a sociální péče              | Gustaw Simon (úřadující)          | nestraník      | 19. ledna 1924     | 18. června 1924    |
| Ministr práce a sociální péče              | Ludwik Darowski                   | nestraník      | 18. června 1924    | 17. listopadu 1924 |
| Ministr práce a sociální péče              | Franciszek Sokal                  | nestraník      | 17. listopadu 1924 | 13. listopadu 1925 |
| Ministr průmyslu a obchodu                 | Józef Kiedroń                     | ZLN            | 19. prosince 1923  | 16. května 1925    |
| Ministr průmyslu a obchodu                 | Czesław Klarner                   | nestraník      | 16. května 1925    | 13. listopadu 1925 |
| Ministr zemědělství                        | Józef Raczyński (úřadující)       | nestraník      | 19. prosince 1923  | 7. ledna 1924      |
| Ministr zemědělství                        | Stanisław Janicki                 | nestraník      | 7. ledna 1924      | 13. listopadu 1925 |
| Ministr veřejných prací                    | Mieczysław Rybczyński (úřadující) | nestraník      | 19. prosince 1923  | 13. listopadu 1925 |
| Ministr železnic                           | Kazimierz Tyszka                  | PSChD          | 19. prosince 1923  | 13. listopadu 1925 |